# Adax (Automarke)
Adax war eine brasilianische Automarke.

## Markengeschichte
Ein Unternehmen aus Fortaleza begann 1989 mit der Produktion von Automobilen. Der Markenname lautete Adax. 1996 endete die Produktion.

## Fahrzeuge
Im Angebot standen VW-Buggies. Ein Fahrgestell von Volkswagen do Brasil bildete die Basis. Darauf wurde eine offene Karosserie aus Fiberglas montiert. Auffallend war die Überrollvorrichtung in Form von Rohren. Zwei rechteckige Scheinwerfer waren in die Fahrzeugfront integriert.
Zunächst trieb ein wassergekühlter VW-Motor die Fahrzeuge an; erstmals in einem brasilianischen Buggy. Der Kühlergrill war zwischen den Scheinwerfern. Später kam ein luftgekühlter Vierzylinder-Boxermotor mit 1600 cm³ Hubraum zum Einsatz. Der Kühlergrill entfiel damit.